# 3 Words
3 Words è il primo album da solista di Cheryl, componente del noto gruppo musicale pop britannico Girls Aloud, pubblicato il 23 ottobre 2009 dalla Fascination in Regno Unito e Irlanda e anticipato dal singolo Fight for This Love. L'album è stato prodotto, tra gli altri, da will.i.am, componente dei Black Eyed Peas.
L'album contiene anche la collaborazione della cantante con il produttore will.i.am Heartbreaker, pubblicata come singolo nel 2008, e una cover del brano Don't Talk About This Love, brano originariamente interpretato da Nikola Rachelle nel 2006.
L'album ha subito riscosso un ottimo successo commerciale raggiungendo la prima posizione della classifica britannica e la seconda di quella irlandese, promosso, oltre che da Fight for This Love, anche dal secondo singolo 3 Words e dal testo Parachute. Il disco è stato pubblicato in tutta l'Europa nel febbraio del 2010. Le vendite dell'album nel Regno Unito ammontano attualmente a più di 995.000.

## Tracce
1. 3 Words – 4:33 (William Adams, George Pajon, Cheryl) – (feat. will.i.am)
2. Parachute – 3:40 (Ingrid Michaelson, Marshal Altman)
3. Heaven – 4:36 (William Adams, Cheryl, Stacy Barthe) – (feat. will.i.am)
4. Fight for This Love – 3:43 (Andre Merritt)
5. Rain on Me – 3:50 (Louis Biancaniello, Olivia Waithe, Kipner)
6. Make Me Cry – 4:35 (William Adams, Cheryl, Caleb Speir)
7. Happy Hour – 4:06 (Carsten Schack, Kenneth Carlin, Priscila Renea)
8. Stand Up – 3:26 (Taio Cruz, Fraser T. Smith)
9. Don't Talk About This Love – 3:45 (Chris Braide, Nikola Bedingfield)
10. Boy Like You – 4:27 (William Adams, Cheryl)
11. Heartbreaker – 3:14 (William Adams) – (will.i.am feat. Cheryl)

## Classifiche
| Classifica (2009/2010) | Posizione massima |
| ---------------------- | ----------------- |
| Australia              | 31                |
| Austria                | 26                |
| Belgio (Fiandre)       | 99                |
| Belgio (Vallonia)      | 96                |
| Europa                 | 7                 |
| Francia                | 53                |
| Germania               | 42                |
| Grecia                 | 15                |
| Irlanda                | 2                 |
| Italia                 | 56                |
| Norvegia               | 33                |
| Paesi Bassi            | 49                |
| Polonia                | 28                |
| Regno Unito            | 1                 |
| Spagna                 | 64                |
| Svezia                 | 42                |
| Svizzera               | 65                |